# Нейротравматология
Нейротравматология — раздел нейрохирургии, который занимается лечением острых черепно-мозговых и позвоночно-спинномозговых травм и их последствий (удаление гематом и очагов ушиба мозга, вдавленных и оскольчатых переломов черепа, пластика дефектов черепа и мягких тканей головы, стабилизация позвоночника, оперативное лечение при ликворее, абсцессах мозга и др.).

## Понятие
У нейротравматологии до сих пор нет единого языка и полноценного справочника, что препятствует, с одной стороны, комплексному изучению и решению различных теоретических и прикладных аспектов травмы центральной и периферической нервной системы, а с другой — адекватному использованию имеющихся знаний на практике.
Осуществленная в 1986—1990 гг. отраслевая научно-техническая программа С.09 «Травма центральной нервной системы» Минздрава СССР и АМН СССР способствовала разработке ряда крупных проблем нейротравмы, включая её классификацию, дефиниции базисных и производных терминов, пато- и саногенез, новые методы диагностики, хирургического лечения, реанимации, реабилитации, прогноза и экспертизы. Итоги союзной программы, в выполнении которой участвовали ведущие научные учреждения и ученые страны, послужили основой для создания современного справочника по нейротравматологии.